# MetroStars 2000
 Questa voce raccoglie le informazioni riguardanti il MetroStars nelle competizioni ufficiali della stagione 2000.

## Stagione
I MetroStars, guidati dall'ecuadoriano Octavio Zambrano, terminarono il campionato al 1º posto di Eastern Conference e al 3º nella classifica generale. Nei play-off si arresero in gara 3 ai Chicago Fire. Nella U.S. Open Cup la squadra perse in semifinale contro i Miami Fusion.
Il 26 agosto i MetroStars batterono col risultato di 6-4 i Dallas Burn, con una cinquina di Clint Mathis stabilendo il primato di reti segnate in MLS.

## Maglie e sponsor
| Casa | Trasferta |

## Rosa
| N. |                        | Ruolo | Calciatore           |
| -- | ---------------------- | ----- | -------------------- |
| 1  | Stati Uniti (bandiera) | P     | Mike Ammann          |
| 2  | Stati Uniti (bandiera) | D     | Orlando Perez        |
| 3  | Stati Uniti (bandiera) | D     | Mark Semioli         |
| 4  | Stati Uniti (bandiera) | D     | Thomas Dooley        |
| 5  | Iran (bandiera)        | D     | Mohammad Khakpour    |
| 5  | Stati Uniti (bandiera) | D     | Steve Jolley         |
| 6  | Stati Uniti (bandiera) | D     | Steve Shak           |
| 7  | Stati Uniti (bandiera) | C     | Mark Chung           |
| 8  | Stati Uniti (bandiera) | C     | Billy Walsh          |
| 9  | Stati Uniti (bandiera) | C     | Tab Ramos (capitano) |
| 10 | Germania (bandiera)    | D     | Lothar Matthäus      |
| 11 | Ecuador (bandiera)     | C     | Petter Villegas      |

| N. |                        | Ruolo | Calciatore       |
| -- | ---------------------- | ----- | ---------------- |
| 12 | Stati Uniti (bandiera) | D     | Mike Petke       |
| 13 | Stati Uniti (bandiera) | A     | Clint Mathis     |
| 14 | Colombia (bandiera)    | A     | Adolfo Valencia  |
| 16 | Stati Uniti (bandiera) | D     | Ramiro Corrales  |
| 17 | Costa Rica (bandiera)  | C     | Roy Myers        |
| 18 | Stati Uniti (bandiera) | P     | Tim Howard       |
| 19 | Stati Uniti (bandiera) | C     | Miles Joseph     |
| 20 | Stati Uniti (bandiera) | C     | Brian Kelly      |
| 21 | Stati Uniti (bandiera) | C     | Daniel Hernández |
| 23 | Stati Uniti (bandiera) | A     | Alex Comas       |
| 28 | Stati Uniti (bandiera) | P     | Paul Grafer      |

## Risultati

### Major League Soccer

#### Play-off
| Arbitro: | Yonan |

|                               |           |           |
| Mathis 34’ Valencia 100’ (gg) | Marcatori | 67’ Rhine |

| Arbitro: | Hall |

|                      |           |                 |
| Rodríguez 82’ (rig.) | Marcatori | 53’, 81’ Mathis |

| Arbitro: | Terry |

|                                      |           |  |
| Stoičkov 21’ Kovalenko 35’ Razov 84’ | Marcatori |  |

| Arbitro: | Valenzuela |

|                        |           |  |
| Chung 40’ Valencia 84’ | Marcatori |  |

| Arbitro: | Weyland |

|                                 |           |                   |
| Brown 3’ Stoičkov 31’ Razov 88’ | Marcatori | 32’, 36’ Valencia |

### U.S. Open Cup
| Arbitro: | Quisenberry |

|           |           |                      |
| Files 67’ | Marcatori | 39’ Chung 43’ Mathis |

| Arbitro: | St. Silva Kokolski |

|                                |           |  |
| Chung 23’ Comas 31’ Mathis 51’ | Marcatori |  |

| Arbitro: | Kennie Corrie |

|                                                               |                      |                                                       |
| McBride 74’                                                   | Marcatori            | 62’ Ramos                                             |
| Warzycha McBride Perez Joseph Farrell Aguilera Yeagley Lapper | Tiri di rigore 6 – 7 | Valencia Walsh Chung Jolley Ramos Corrales Shak Petke |

| Arbitro: | St. Silva Kokolski |

|                        |           |                                   |
| Walsh 40’ Valencia 84’ | Marcatori | 11’ Williams 61’ Wélton 63’ Serna |

## Statistiche

### Statistiche di squadra
| Competizione        | Punti | Totale | Totale | Totale | Totale | Totale | Totale | DR  |
| Competizione        | Punti | G      | V      | N      | P      | Gf     | Gs     | DR  |
| ------------------- | ----- | ------ | ------ | ------ | ------ | ------ | ------ | --- |
| Major League Soccer | 54    | 32     | 17     | 3      | 12     | 64     | 57     | +8  |
| Play-off            | -     | 5      | 3      | 0      | 2      | 8      | 8      | 0   |
| U.S. Open Cup       | -     | 4      | 2      | 1      | 1      | 8      | 5      | +3  |
| Totale              | -     | 41     | 22     | 4      | 15     | 80     | 70     | +10 |